# 白冰冰
白冰冰（1955年5月17日—），原名白月娥，後改名為白雪嬅。台灣女歌手、演員、主持人，國立空中大學生活科學系畢業。以歌手起家，年輕時曾到日本學習歌舞，被日本雜誌稱為「超星的拳婦」。之後再回台發展，在台灣有「演藝圈大姐大」稱號。

## 簡介
白冰冰在1973年出道，早年為歌手，曾前往日本發展，在回台之後參與多部電視歌仔戲的演出，也跨足了主持、電影等演藝工作。
1997年，以《寂寞芳心俱樂部》榮獲捷克斯洛伐克影展最佳女主角。
1998年，在白曉燕命案後的下一年受邀代表台灣參加在日本長野縣舉行的冬季奧運會，並賦予傳遞聖火的任務，因去年遭遇重大巨變後的堅毅表現，化悲傷為力量正是奧運所追求的精神。
2011年，因為反對廢除死刑及關注二代健保等問題，受到中華民國總統馬英九邀請擔任為中華民國總統府無給職之國策顧問。
2013年，以《那天媽媽來看我》榮獲第48屆金鐘獎迷你劇集／電視電影女主角獎，這也是白冰冰奪下的首座金鐘獎。
2013年8月15日，白冰冰成立冰冰家族經紀公司，培養優秀演藝新秀。
2015年，首次擔任電影總監製，2016農曆年賀歲片《人生按個讚》，於2016年2月5日於各大戲院上映。同年7月19日以《人生按個讚》榮獲2016馬來西亞金蝶獎最佳女演員獎。

## 個人生活
白冰冰曾與日本知名作家、漫畫原作者梶原一騎結婚，並懷有一名女兒白曉燕。後來因不堪梶原一騎過於風流，且对自己長期施加家庭暴力，而挺著孕肚搭機逃回台灣，白曉燕生下後由白冰冰及其父母撫養。
1997年，白曉燕遭到林春生、高天民與陳進興所組成的犯罪集團綁架並撕票。在白案破案後，白冰冰成立「白曉燕文教基金會」並擔任董事長，亦成為各種公益活動的代言人。

## 爭議

### 白冰冰質感事件
2019年1月1日，行政院副發言人丁允恭批評高雄市韓國瑜市府的觀光代言「摧毀質感」，代言人白冰冰憤而辱罵「賤人」，並引發一連串網路論戰，丁允恭因此辭去行政院副發言人一職。

## 音樂作品

### 音樂專輯
| 發行日期   | 專輯名稱                  | 曲目 |
| 1981年     | 《麗人悲歌》<日文專輯>    | 曲目 1. 哀しみのブルー・トレイン 2. みがわり 3. 東京ホテル 4. あなたに逢いたい 5. 恋演歌 6. 悲恋 7. おまえとふたり 8. 北国の春 9. おもいで酒 10. みちづれ 11. 雨のホノルル 12. グッバイ・ジョー                                                                               |
| 1981年     | 《春風春雨》              | 曲目 1. 我心已屬 2. 春風春雨 3. 女孩與海 4. 快活 5. 愛有多少情有多深 6. 恨悠悠 7. 心窗 8. 鐵膽柔情 9. 霧一般的愛情 10. 我的秘密 11. 夜霧 12. 愛人不要嘆息 |
| 1984年     | 《東洋金曲 (10)》         | 曲目 1. 少女的心 2. 思郷 3. 親愛的 4. 飄雪之夜 5. 夏日的星空 6. 禁区 7. 粉紅色的腰帶 8. 夫婦橋 9. 逝去的愛 10. 等待 11. 雪花 12. 幸子 |
| 1988年     | 《唱祙煞》                | 曲目 1. 唱祙煞 2. 毛毛的相思雨 3. 相逢乾一杯 4. 加無閒 5. 臨時的舞伴 6. 互相信賴 7. 唱祙煞 (大會唱) 8. 兄弟的心聲 9. 勸浪子 10. 琉球山之戀 (連串曲) |
| 1988年     | 《請你著保重》            | 曲目 1. 請你著保重 2. 永遠唱祙煞 3. 難忘的舞伴 4. 感情到這為止 5. 多謝你的關心 6. 夢的戀情 7. 愛你無後悔 8. 請你著保重 (大對唱) 9. 永遠唱祙煞 (大對唱) 10. 燒酒味什錦歌 (連串曲)                                                                                              |
| 1989年     | 《現金寄治股市》          | 曲目 1. 現金寄治股市 2. 苦酒飮袜煞 3. 日久見人心 4. 春嬌與志明 5. 求你原諒 6. 夜茶花 7. 十年的感情 8. 交給命運去處理 9. 惦在故郷等你的人 10. 往事最難忘 11. 落雨之夜 12. 香港戀情                                                                                             |
| 1990年     | 《介高尚》                | 曲目 1. 介高尚 2. 有我就有你 3. 不是我騙你 4. 五百年前的愛 5. 異鄉的愛人 6. 何日能與你相守 7. 介高尚 (大對唱) 8. 愛情的風 9. 心事人人有 10. 驚驚祙著頂 (大對唱) 11. 夢中也好 (大對唱) 12. 百家春 (大對唱)                                                                     |
| 1991年     | 《今夜的酒杯》            | 曲目 1. 今夜的酒杯 2. 酒醉敢有罪 3. 無緣的人 4. 相思 5. 青春不通白白過 6. 甘願孤單 7. 愛你永遠無後悔 8. 故鄉 9. 相思夢中人 10. 腳踏實地 11. 想你的目屎 12. 無緣的人 (卡拉) |
| 1991年     | 《搭心兄》                | 曲目 1. 誰人無心事 2. 搭心兄 3. 英雄無論出身低 4. 相思花 5. 溫柔鄉的吉他 6. 綠島之夜 7. 愛情線 8. 愛與被愛 9. 你乾杯我隨意 10. 愛你恨你 11. 東京安娜 12. 酒場悲戀影 13. 不是我騙你 14. 異鄉的愛人 15. 加無閒                                                                  |
| 1992年     | 《望過春風》              | 曲目 1. 望過春風 2. 憨大呆 3. 愛情著要照起工 4. 阿娥的搖籃曲 5. 可憐戀花‧再會吧 6. 山頂的黑狗兄 7. 口頭約 8. 錢‧錢‧錢 9. 漂浪之女 10. 心事 11. 悲戀三線路 12. 實在有影槍 |
| 1993年     | 《舞池》                  | 曲目 1. 舞池 2. 愛比啥物擱卡值錢 3. 新娘不是我 4. 槌心等歸暝 5. 愛你千萬年 6. 人生 7. 紅塵夢 8. 舞伴 9. 何必為錢失志氣 10. 歌手 11. 戀愛夢 12. 悲戀的公路 |
| 1994年     | 《阿娜答》                | 曲目 1. 烘爐茶古 (vs黃西田) 2. 最後才知輸贏 (vs方駿) 3. 阿娜答 4. 你是英雄 5. 小雨 6. 連串曲 (vs李登財) 7. 錢錢錢 8. 酒夢 9. 夢中影 10. 古早童謠 (日語) 11. 疼惜我的吻 12. 感情放一邊 (vs余天)                                                                                |
| 1995年     | 《21世紀查某人》          | 曲目 1. 紅花青葉 (vs黃西田) 2. 21世紀查某人 3. 日本連串曲 4. 認份 5. 六月天 (vs陳百潭) 6. 苦情花 7. 閃熾的青春 8. 苦旦 9. 孤家寡人 (vs鄭進一) 10. 罩霧的夜晚 |
| 1995年     | 《日本演歌 1 愛你入骨》   | 曲目 1. 東京音頭 2. 中の島ブルース 3. 骨まで愛して 4. 花笠道中 5. 旅姿三人男 6. 湯の町エレジー 7. 与作 8. 夜霧の第二国道 9. 誰よりも君を愛す 10. リンゴ追分 11. 港町十三番地 12. 高原の駅よさようなら                                                                         |
| 1995年     | 《日本演歌 2 相逢有楽町》 | 曲目 1. 有楽町で逢いましよう 2. 鴛鴦道中 3. 目ン無い千鳥 4. 誰か故郷を想わざる 5. 旅の夜風 6. 湖畔の宿 7. 柳ヶ瀬ブルース 8. 上海帰りのリル 9. 蘇州夜曲 10. 千川曲 11. 長崎の女 12. 酒は涙か溜息か                                                                             |
| 1997年     | 《望無夢中人》            | 曲目 1. 望無夢中人 2. 卸妝 3. 玫瑰的心 4. 羅曼蒂克的探戈 5. 黑色的風吹（老鷹之歌） 6. 菅芒花的春天 7. 由在伊啦 8. 愛的美夢 9. 莎喲娜啦 10. 羅曼蒂克的探戈(日語) |
| 1998年     | 《阮不願留》              | 曲目 1. 愛情曼波 2. 阮不願留 3. 等待春天 4. 今夜的酒 5. 你敢抹不甘 6. 今夜的Pasty 7. 愛惜叼找 8. 蠟炬 9. 孤戀花 |
| 1998年8月  | 《愛情曼波》              | 曲目 1. 愛情曼波 2. 阮不願留 3. 等待春天 4. 今夜的酒 5. 你敢祙不甘 6. 今夜的 Party 7. 愛情欲叼找 8. 蠟炬 9. 女のブルース 10. 孤戀花 |
| 2001年4月  | 《愛情探戈》              | 曲目 1. 醉情歌 2. 愛情探戈 3. 布魯斯的暗暝 4. 因為我愛你 5. 甲阮疼惜 6. 冬風 7. 照鏡 8. 紅塵夢醒 9. 千萬的感謝 10. 笑笑看前途 11. 愛情探戈 12. 愛情探戈(上海原音版) 13. 醉情歌 14. 冬風 15. 布魯斯的暗暝                                                                      |
| 2002年4月  | 《愛你好不好》            | 曲目 1. 愛你好不好(vs楊烈) 2. 快樂森巴 3. 癡情酒 4. 三百六十五夜 5. 酒後人生 6. 青春夢茫茫 7. 寂寞的城市 8. 心內一蕊花 9. 甲你展 10. 寂寞青春 11. 快樂森巴(vs高凌風) |
| 2004年8月  | 《台灣加油》              | 曲目 1. 台灣加油 2. 愛的 melody 3. 可愛寶貝 4. 台灣思想起 5. 跳舞時代 6. 浪漫女人心 7. SAYONARA夜港邊 8. 東洋組曲 9. 賣菜義丫 10. 般若波羅密多心經 11. 台灣加油 (卡拉) 12. 愛的 melody (卡拉)                                                                                 |
| 2006年4月  | 《冰的情火》              | 曲目 1. 情火 2. 情字心頭痛 3. 憨相思 4. 玫瑰的心 5. 呼啦圈 6. 愛情欲叨找 7. 等待春天 8. 愛的美夢 9. 卸妝 10. 全民動起來 11. 情火(卡拉) 12. 情字心頭痛(卡拉K) 13. 憨相思(卡拉) 14. 呼啦圈(卡拉)                                                                                |
| 2007年11月 | 《我咧憨八擺》            | 曲目 1. 我咧憨八擺 2. 失戀的酒攏祙醉 3. 飲酒哈燒茶 (vs七郎 ) 4. 愛情 5. 情伴 (vs良一) 6. 過暝酒 7. 天星伴月光 (vs上明) 8. 台灣圈一輾 9. 誰人愛酒醉 10. 同款的 11. 勇敢就是你名字 12. 娜奴灣恰恰 13. 我咧憨八擺(卡拉) 14. 飲酒哈燒茶(卡拉) 15. 情伴(卡拉) 16. 天星伴月光(卡拉) |
| 2009年6月  | 《台灣 我的故鄉》         | 曲目 1. 台灣 我的故鄉 2. 迎媽祖 3. 紅樓夢 4. 酒仙點紅花 5. 用一世人追一個夢 6. 快樂又逍遙 7. 霧中的女人 8. 知己ㄟ 9. 情火 10. 情海彼隻船 11. 台灣 我的故鄉 (卡拉) 12. 迎媽祖 (卡拉) 13. 紅樓夢 (卡拉) 14. 酒仙點紅花 (卡拉)                                                   |
| 2012年8月  | 《乎你自由》              | 曲目 1. 乎你自由 2. 情深一世人 3. 斷線琴 4. 我還祙醉 5. 美麗玫瑰 6. 愛到最後 7. 放不下(國) 8. 不可靠(國) 9. 乎你自由 (卡拉) 10. 情深一世人 (卡拉) 11. 斷線琴 (卡拉) 12. 放不下 (卡拉)                                                                                         |
| 2014年2月  | 《問你為什麼》            | 曲目 CD 1. 問你為什麼 2. 痛心 3. 等待彼個人 4. 斷腸歌 5. 癡心絕對 6. 桐花祭 7. 擁抱每一天(國) 8. 愛恨成空(國) 9. 問你為什麼 (卡拉) 10. 痛心 (卡拉) 11. 癡心絕對 (卡拉) 12. 擁抱每一天 (卡拉) DVD 1. 問你為什麼 2. 痛心 3. 癡心絕對 4. 擁抱每一天 (國)                         |
| 2015年12月 | 《人生按個讚》            | 曲目 1. 人生按個讚(三立親家片尾曲,戲說台灣片頭曲,電影人生按個讚主題曲 2. 酒醉的春風(三立戲說台灣片頭曲,阿母片尾曲 3. 愛的歌聲 4. 故鄉的景緻 5. 阿母的心肝囝 6. 天生一對 7. 槓頂開花多一台 8. 思鄉人 9. 人生ON LINE 10. 關聖帝君                                               |
| 2017年1月  | 《痴情夢留給傷心的人》    | 曲目 1. 痴情夢留給傷心的人 2. 愛你的心想要飛 3. 多情雨 4. 是你乎我的愛 5. 看破來覺醒 6. 追夢向前行 7. 變心 8. 喚不回的心 9. 人生一齣戲 10. 行行出狀元 |
| 2018年9月  | 《甘甜女人心》            | 曲目 1. 來去花蓮 2. 甘甜女人心 3. 阿爸的形影 4. 想你一擺心痛一擺 5. 愛情陷阱 6. 酒香落喉無心晟 7. 按怎創 8. 冷冰冰 9. 一家之女 10. 你會不會想我 |
| 2019年8月  | 《爱到底》                | 曲目 1. 爱到底 (vs曾治豪) 2. 烟火 3. 快樂タクシー(Taxi) 4. 歡喜呷百二 5. 寂寞探戈 6. 你有想我否 7. 愛甲無藥醫 8. 希望月光 9. 十字路 10. 來去高雄 |
| 2020年7月  | 《宿命》                  | 曲目 1. 宿命 (vs鄭進一) 2. 想你的痛 3. 身為女人 4. 恆春思想枝 5. 看破離開你 6. Do you miss me 7. 無稀罕 8. 愛過的人再會吧 9. Happy party 10. 道上 11. 宿命 (vs陳思瑋) 12. 宿命 (kala)                                                                                         |
| 2022年9月  | 《體會》                  | 曲目 1. 體會 2. 思念是尚重的行李 3. 我會想你 4. 快樂人生 5. 緣分只欠你一個 6. 傷心情路 7. 查某子要出嫁 8. 夢醒人生 9. 來去基隆 10. 帝爺公 |
| 2025年7月  | 《喝酒講酒話》            | 曲目 1. 喝酒講酒話 2. 歌聲永遠陪伴你 3. 成全 4. 無題 5. 無情的彼個人 6. 笑談 7. 為自己美麗 8. 幸福仳陣位 9. 夜如此漫長 10. 幸福很簡單 |

### 音樂單曲
- (1977年10月)
- (1984年)
- (1984年9月)
- 《燕仔！你是飛去叨？》(1997年)
- 《來去高雄》(2019年1月)

## 主持作品

### 電視節目
| 頻道                   | 節目                     | 備註                                                   |
| 飛梭綜藝台             | 《巨登之星金曲擂台大賽》 | 與江明學主持                                           |
| 飛梭綜藝台             | 《白冰冰黑貓秀》         |                                                        |
| 飛梭綜藝台             | 《捷運紅線》             |                                                        |
| 廈門衛視               | 《廈門衛視歌仔戲十二旦》 |                                                        |
| 台視                   | 《周末滿點秀》           | 與沈文程主持                                           |
| 台視                   | 《冰冰棒棒》             | 與劉爾金主持                                           |
| 中視                   | 《天才俱樂部》           |                                                        |
| 中視                   | 《冰冰show》             | 與簡至豪、阿文、東諺主持                               |
| 中視                   | 《我愛冰冰Show》         | 與賀一航、沈玉琳、阿文、東諺、陽帆主持                 |
| 八大第一台             | 《我愛冰冰》             |                                                        |
| 八大第一台             | 《台灣風情》             |                                                        |
| 八大第一台             | 《歡樂五福星》           |                                                        |
| 華視                   | 《歡樂大聯線》           |                                                        |
| 華視                   | 《連環泡》               |                                                        |
| 華視                   | 《周末連環泡》           |                                                        |
| 華視                   | 《歡喜來逗陣》           | 與蔡頭主持                                             |
| 華視                   | 《台灣什麼都有》         | 與邰智源→宋少卿主持                                    |
| 華視                   | 《金牌午餐秀》           | 先後與巴戈→邰智源主持，節目播至1995年9月8日第339集結束 |
| 華視                   | 《綜藝女人國》           |                                                        |
| 華視                   | 《無敵發發發》           |                                                        |
| 華視                   | 《歡樂Everyday》         | 與胡曉芳主持                                           |
| 華視                   | 《周末快樂頌》           | 先後與楊繡惠、王彩樺、JR、米可白、羅時豐主持           |
| 民視                   | 《親戚大舞台》           |                                                        |
| 民視                   | 《雙囍臨門》             | 與陽帆主持                                             |
| 民視                   | 《超級冰冰Show》         | 與陽帆、阿文、東諺、郭忠祐、蔡家蓁主持。               |
| 公視                   | 《健康搜查隊》           |                                                        |
| 佛光衛視（今人間衛視） | 《白冰冰帶“法”修行》     |                                                        |
| 緯來綜合台             | 《冰火五重天》           |                                                        |
| 中天娛樂台             | 《姐姐妹妹向錢衝》       |                                                        |
| 中天娛樂台             | 《冰冰好料理》           |                                                        |
| 中天娛樂台             | 《快樂Everyday》         | 與阿龐主持                                             |
| 中天娛樂台             | 《冰冰週記》             |                                                        |
| 中天娛樂台             | 《世界一級棒》           |                                                        |
| 年代MUCH台             | 《全家都OK》             |                                                        |
| 超級電視台             | 《冰冰好生活》           |                                                        |
| TVBS                   | 《接觸第六感》           |                                                        |
| 東風衛視               | 《男女放輕鬆》           |                                                        |

### 錄影秀
| 發行公司 | 節目           | 備註         |
| 巨登育樂 | 《黑貓夜總會》 | 和豬哥亮主持 |

## 戲劇作品

### 電視劇
| 頻道       | 劇名                             | 飾演       |
| 台視       | 《廖添丁傳奇》                   | 湄仙姑     |
| 台視       | 《雨中鳥》                       | 招弟       |
| 台視       | 《花開正紅時》                   | 春花       |
| 台視       | 《懷玉傳奇 千金媽祖》            | 趙麗花     |
| 中視       | 《我愛芳鄰》                     | 大和靜子   |
| 中視       | 《婆媳過招七十回》               | 葉秋娥     |
| 中視       | 《今夜作夢也會笑》               | 黃美女     |
| 中視       | 《老師錯了》                     | 美賢       |
| 中視       | 《冬瓜家族》                     | 阿娥       |
| 中視       | 《月亮上的幸福》                 | 林金鳳     |
| 華視       | 《阿公我愛你》                   | 喬露西     |
| 華視       | 《永遠是我妻》                   | 高淑芬     |
| 華視       | 《蚱蜢與公雞》                   | 陳妙妙     |
| 華視       | 《家有仙妻》                     | 周美美     |
| 華視       | 《七俠五義 》之《蔣平取親》      | 顧阿桃     |
| 華視       | 《雙響炮》                       | 游萍       |
| 民視       | 《台灣奇案溪口-紅圓地理回頭轎》  | 鄭錦燕     |
| 民視       | 《台灣奇案-大甲阿春》            | 罔市、林春 |
| 民視       | 《台灣奇案-大甲報馬仔》          | 林春       |
| 民視       | 《台灣奇案-大甲貞節牌坊》        | 罔市、林春 |
| 民視       | 《春天後母心》                   | 吳金鳳     |
| 民視       | 《親戚不計較》（客串EP480、516） | 白冰冰     |
| 民視       | 《愛的榮耀》                     | 白冰冰     |
| 公視       | 《公視人生劇展－幸福不倒翁》     | 簡素月     |
| 公視       | 《那天媽媽來看我》               | 秀枝       |
| 中國大陸   | 《武十郎》                       | 雷老虎     |
| 三立台灣台 | 《我一定要成功》                 | 陳素春     |
| 三立台灣台 | 《天知道》                       | 王美月     |

### 歌仔戲
| 頻道         | 劇名                         | 飾演             |
| 台灣電視公司 | 楊麗花歌仔戲《鐵漢金鷹》     | 桃花三娘子       |
| 台灣電視公司 | 楊麗花歌仔戲《碧霞山》       | 翠娘子           |
| 台灣電視公司 | 楊麗花歌仔戲《光緒帝與珍妃》 | 瑾妃             |
| 中華電視公司 | 葉青歌仔戲《周公與桃花女》   | 胡翩翩           |
| 中華電視公司 | 葉青歌仔戲《蛇郎君》         | 瓊花仙子、李珊瑚 |
| 中華電視公司 | 葉青歌仔戲《巫山一段雲》     | 蕙仙子(兔精)     |
| 中華電視公司 | 李如麟歌仔戲《斷情劍》       | 雲英             |

## 舞台劇
| 劇團     | 劇名               |
| 果陀劇場 | 歌舞劇《我愛紅娘》 |

## 電影
| 年份   | 片名                           | 飾演   | 備註                                                                 |
| 1978年 | 《カラテ大戦争(空手道大戰爭)》 | 陳鈴蘭 | 日本電影，原作：大山倍達、梶原一騎，導演：南部英夫，主演：真樹日佐夫 |
| 1990年 | 《七月鬼門開》                 | 冰冰   |                                                                      |
| 1990年 | 《鬼出嫁》                     | 阿花   |                                                                      |
| 1990年 | 《大笑兵團》                   |        |                                                                      |
| 1991年 | 《沒大沒小》                   | 顧奶媽 |                                                                      |
| 1996年 | 《寂寞芳心俱樂部》             |        |                                                                      |
| 1997年 | 《我的神經病》                 |        |                                                                      |
| 2010年 | 《拍賣春天》                   | 玲玲   |                                                                      |
| 2016年 | 《人生按個讚》                 | 許全真 |                                                                      |

## 廣告代言
- 金蜜蜂冬瓜露
- 愛之味 妞妞甜八寶
- 孔雀桶
- 自由時報
- 桂格完膳營養素

## 出版作品

### 書籍
| 年份          | 書名                                         | 出版社     | ISBN               |
| 1996年7月1日  | 《菅芒花的春天：白冰冰的前半生》             | 圓神出版社 | ISBN 9576072328    |
| 2001年5月2日  | 《愛情契約書》                               | 水晶圖書   | ISBN 957-467-354-5 |
| 1995年5月7日  | 《白冰冰講好話》                             | 聯經出版   | ISBN 9570813776    |
| 1998年5月1日  | 《勇敢的飛吧，燕子：白冰冰360小時驚魂日記》  | 台灣日販   | ISBN 9789578354197 |
| 2007年4月18日 | 《冰冰好料理》                               | 時報文化   | ISBN 9789868291027 |
| 2008年11月7日 | 《冰冰好料理之大廚絕活：1餐變2餐的百變料理》 | 時周文化   | ISBN 9789867586711 |
| 2007年12月1日 | 《冰冰好料理2：養生上菜》                    | 時報文化   | ISBN 9789868291041 |
| 2017年2月25日 | 《可以哭，別認輸：白冰冰逆流而上的頑張哲學》 | 野人文化   | ISBN 9789863841869 |

## 獎項紀錄
| 年份   | 獲提名             | 獎項                                   | 結果 |
| ------ | ------------------ | -------------------------------------- | ---- |
| 1997年 | 《寂寞芳心俱樂部》 | 捷克斯洛伐克影展最佳女主角             | 獲獎 |
| 1998年 | 《望無夢中人》     | 第9屆金曲獎最佳方言女演唱人獎          | 提名 |
| 1999年 | 《春天後母心》     | 第34屆金鐘獎戲劇節目女主角獎           | 提名 |
| 2002年 | 《雙囍臨門》       | 第37屆金鐘獎歌唱音樂綜藝節目主持人獎   | 提名 |
| 2013年 | 《那天媽媽來看我》 | 第48屆金鐘獎迷你劇集／電視電影女主角獎 | 獲獎 |
| 2016年 | 《人生按個讚》     | 馬來西亞金蝶獎最佳女主角               | 獲獎 |

## 外部連結
- 白冰冰的Facebook專頁
- YouTube上的白冰冰官方影音頻道頻道
- 白冰冰在香港影庫上的簡介
- 白冰冰在豆瓣上的资料（简体中文）
- 白冰冰在时光网上的簡介（简体中文）
- 華文影史庫白冰冰簡介 （页面存档备份，存于）